# تاورة
تاورة بلدية ودائرة تابعة لولاية سوق أهراس تقع على بعد 20 كلم عن سوق أهراس وتتربع على مساحة 31 هكتار واسمها الفينيقيين Thagura واسمها الحالي تاورة.

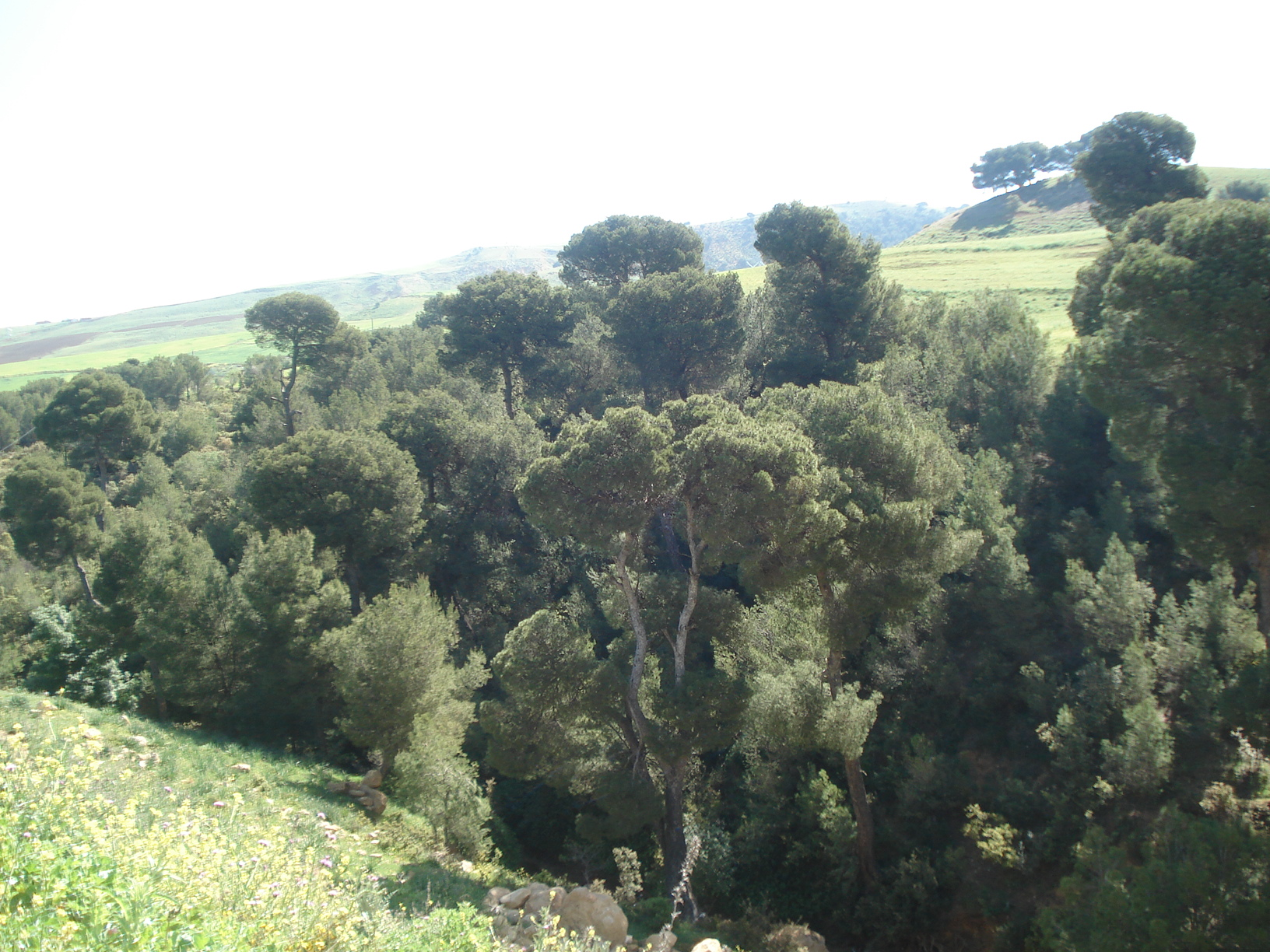
أشجار الصنوبر بتاورة

## تاريخ المدينة
ت ثاغورا مدينة فينيقية قرطاجية ورومانية في ما يعرف الآن باسم تاورة، الجزائر كان الشكل البوني لاسمها tgrn (𐤕𐤂𐤓𐤍). [1] يطلق على اللوحة البويتينغرية اسم ثاكورا. كانت Thagora مركزًا تجاريًا داخليًا تسيطر عليه حضارة قرطاجية. كان حوالي 40 ميل (64 كـم) جنوب شرق هيبون. [1] بسك عملات برونزية برأس ملتح مقابلًا وحصانًا متقلبًا أسفلعكس النجم. [1]
مدينة عريقة منذ أكثر من الفين "2000" سنة تم تأسيسها في القرن الثاني خلال المرحلة الرومانية واشتهرت تاورة بجلب الاسقف الكاثوليكي أوغسطين بمعية سانت كريستين الذي أعدم في عام 304 بتيفاش. ويوجد اليوم بالمنطقة العديد من الأسوار وبرجين بجانب الطريق.. كانت مستعمرة وندالية ورومانية ومركز عبور الجيوش والسلع الإسلامية.. لغاية الاحتلال الفرنسي للمدينة حيث عند اندلاع الثورة التحريرية الكبرى سنة 1954 التحق سكانها بالثورة مثل الشهيد بومعراف.

## أعلام
- رشيد حراوبية